# Yolanda Soares
Pour les articles homonymes, voir Soares.
 (novembre 2023).
Si vous disposez d'ouvrages ou d'articles de référence ou si vous connaissez des sites web de qualité traitant du thème abordé ici, merci de compléter l'article en donnant les références utiles à sa vérifiabilité et en les liant à la section « Notes et références ».
Yolanda Soares (née à Lisbonne en novembre 1971) est une chanteuse portugaise.

## Discographie
En 2007 sort son premier album, Music Box — Fado em Concerto, avec Abel Chaves, mêlant le fado et la musique classique.
En 2010, elle sort un deuxième album, Metamorphosis.